# Pyripnoa camptozona
Pyripnoa camptozona är en fjärilsart som beskrevs av Turner 1902. Pyripnoa camptozona ingår i släktet Pyripnoa och familjen nattflyn. Inga underarter finns listade.